# Trio pour piano no 38 de Joseph Haydn
Le Trio pour piano no 38 Hob.XV.24 est un trio pour piano, violon et violoncelle composé en 1795 par Joseph Haydn à l'intention de Rebecca Schroeter, pianiste et amie du compositeur.

## Structure
1. Allegro
2. Andante (en ré mineur, à 6/8)
3. Finale : Allegro ma dolce à 3/4